# Kalanchoe humilis
Kalanchoe humilis är en fetbladsväxtart som beskrevs av James Britten. Kalanchoe humilis ingår i släktet Kalanchoe och familjen fetbladsväxter. Inga underarter finns listade i Catalogue of Life.